# Jasper de Vries
Jasper de Vries (Gouda, 11 augustus 1977) is een Nederlands radio-dj op NPO Radio 2. Daar presenteerde hij programma's als Het Platenpaleis, Echt Jasper en de NPO Radio 2 Top 2000.

## Loopbaan
De Vries was al jong als dj actief bij verschillende lokale radiostations. In 2001 ging hij achter de schermen werken bij Noordzee FM. In de zomer van 2003 kreeg hij de taak om Patty Brard, die tijdens de vakantie van Robert Jensen het middagprogramma waarnam, te assisteren met het maken van Patty in de middag. Hierna kreeg hij een eigen programma in het weekeinde tussen 9:00 en 12:00 uur. Tevens werd hij sidekick van Patty Brard, die ook een eigen programma van 12:00 tot 15:00 uur in het weekend kreeg.
In september 2005 maakte Noordzee FM plaats voor Qmusic. Hier presenteerde hij eerst een avondprogramma van 21:00 tot 23:00 uur op maandag en dinsdag en om de twee weken ook op de woensdag, maar enige tijd later werd hij sidekick en producer bij de ochtendshow Je dag is goed van Jeroen van Inkel. Met ingang van de nieuwe programmering op 10 maart 2008, waarbij Van Inkel naar de middag verhuisde, ging hij een avondprogramma presenteren tussen tien en middernacht. Tevens was hij de vaste vervangende presentator van het lunchprogramma De Hitlijn. Vervolgens begon De Vries met de presentatie van een nachtprogramma van 04:00 tot 06:00 uur. Vanaf 1 november 2010 tot de zomer van 2011 maakte hij samen met Kristel van Eijk en Jeroen Kijk in de Vegte het ochtendprogramma Goeiemorgenshow. Daarna werd hij verslaggever en vaste invaller bij dezelfde zender.
De Vries was vanaf half maart 2013 langdurig als invaller te horen op de zaterdag- en zondagavond tussen 21:00 en 00:00 uur en vanaf mei ook op de vrijdagavond. Op 21 juni 2013 maakte De Vries bekend te stoppen bij Qmusic. Op 4 augustus 2013 was zijn laatste uitzending. 
Vanaf 7 september 2013 werkte hij voor de NCRV, waar hij de weekendochtendshow Music Matters tussen 6:00 en 9:00 uur op NPO Radio 2 overnam van Sander Guis. Sinds 1 januari 2015 presenteerde De Vries het programma Echt Jasper op hetzelfde tijdstip. Hij was ook vaste invaller voor veel NPO Radio 2-programma's zoals Wout2Day en Helemaal Haandrikman. In 2014 en 2015 was hij een van de presentatoren van de NPO Radio 2 Top 2000. Op 18 december 2016 presenteerde De Vries voor het laatst zijn programma waarin hij bekendmaakte dat hij door een wijziging in de programmering moest stoppen bij NPO Radio 2.
Vanaf januari 2017 was hij iedere donderdag tussen 12:00 en 14:00 uur te horen met zijn programma Jasper KX It op KX Radio. Ook was Jasper weer regelmatig als invaller te horen op NPO Radio 2. Vanaf zondag 4 november t/m zondag 23 december 2018 presenteerde hij elke zondagmiddag tussen 16:00 en 18:00 uur Jasper's Tracktocht. Een programma met de beste tracks en potentiële kandidaten van en voor de NPO Radio 2 Top 2000.  
Per mei 2019 was De Vries vast te horen in het weekeinde van Radio Veronica tussen 15:00 en 18:00 uur. Op 29 november 2020 presenteerde De Vries zijn laatste programma's op Radio Veronica. Daarnaast is hij met zijn eigen bedrijf actief als freelance muzieksamensteller en voice-over. 
De Vries keert vanaf 1 januari 2021 terug bij NPO Radio 2 waar hij deeltijd werkzaam zal zijn bij de muziekredactie en als invaller dj. Vanaf 2 februari 2024 nam hij de presentatie van Het Platenpaleis over van Frank van 't Hof en keerde zo vast terug in de programmering van de publieke radiozender. Op 21 november 2024 maakte NPO Radio 2 de nieuwe programmering vanaf januari 2025 bekend. Daarin verdwijnen Het Platenpaleis én De Vries uit de programmering. Derhalve zal de laatste uitzending op 22 december 2024 zijn. Wél blijft De Vries als invaller te horen op de publieke radiozender en achter de schermen actief blijven als muzieksamensteller van NPO Radio 2 én maakt hij deel uit van het dj-team van de NPO Radio 2 Top 2000 2024. De Vries is te horen op het tijdslot 4:00 - 6:00 uur.  